# Cyrtoptyx bruchi
Cyrtoptyx bruchi är en stekelart som först beskrevs av Blanchard 1940.  Cyrtoptyx bruchi ingår i släktet Cyrtoptyx och familjen puppglanssteklar. Inga underarter finns listade i Catalogue of Life.